# Zeche Sterkrade
Die Zeche Sterkrade war ein Steinkohlenbergwerk in Oberhausen-Sterkrade. Das Bergwerk befand sich im Feld Oberhausen der Gutehoffnungshütte (GHH). Die Tagesanlagen des Bergwerks befanden sich an der heutigen Von-Trotha Straße. Das Bergwerk war rund 30 Jahre in Betrieb.

## Geschichte

### Planung
Aufgrund der in Deutschland in den 1890er Jahren herrschenden Hochkonjunktur waren die Hüttenbetriebe der Gutehoffnungshütte voll ausgelastet. Wegen dieser Sachlage sah die GHH sich veranlasst, die eigene Kohlenförderung dem wachsenden Bedarf anzupassen. Man beschloss daher, zwei neue Bergwerke in der Bürgermeisterei Sterkrade zu planen.

### Die Errichtung des Bergwerks
Der erste Schacht wurde 1897 unter dem Namen Constanzia in Sterkrade in der Nähe des Bahnhofs Sterkrade angesetzt. Bevor der Schacht abgeteuft werden konnte, wurde zunächst das Gelände planiert und es wurden ein Kesselhaus und ein Maschinenhaus errichtet. In den Gebäuden waren zunächst die Umkleideräume der Arbeiter und die Büros untergebracht. Anfang des Jahres 1898 wurde ein Abteufturm und ein elektrisch betriebener Förderhaspel installiert. Der Schacht Constanzia wurde mit einem Schachtdurchmesser von 5,1 Metern abgeteuft. Da es in dem Gebiet, in dem der Schacht angesetzt wurde, ungewöhnlich hohe Wasserzuflüsse gab, wurden die ersten Meter mittels einer Luftschleuse abgeteuft. Anschließend wurde der Schacht im Senkschachtverfahren weiter abgeteuft. Im Jahr 1899 erreichte der Schacht bereits eine Teufe von 199 Metern. Noch im selben Jahr wurde das Fördergerüst für Schacht 1 errichtet. Das Fördergerüst war zunächst für den Schacht Hugo vorgesehen. Da dieser Schacht aber durch einen Schwimmsandeinbruches zu Bruch kam, hatte sich der Vorstand der GHH für den geänderten Einsatz entschieden. Im Jahr 1901 erreichte der Schacht bei einer Teufe von 278 Metern das Karbon. Im Jahr 1902 wurde bei einer Teufe von 296 Metern (- 135 m NN) die 1. Sohle, auch 300-Metersohle genannt, angesetzt. Noch im selben Jahr wurde bei einer Teufe von 362 Metern die 2. Sohle angesetzt. Außerdem wurde im Jahr 1902 neben Schacht 1 der Schacht 2 niedergebracht. Der Abstand zwischen beiden Schächten betrug rund 85 Meter. Für die Abteufarbeiten wurde das mittlerweile freigewordene Abteufgerüst von Schacht 1 verwendet. Am 26. November desselben Jahres kam es bei Sprengarbeiten zu einem Unfall, bei dem drei Bergleute getötet werden.
Zum Ende des Jahres 1902 wurde im Schacht 1 ein Durchschlag, mit einer bereits im Vorfeld von der Zeche Osterfeld aufgefahrenen Strecke, erstellt. Anfang des Jahres 1903 waren die Tagesanlagen auf dem ehemaligen Aldekampshof, bestehend aus Bürogebäude, Waschkaue, Aufbereitung, Schachtfördereinrichtung und Schachthalle, betriebsbereit. An die Waschkaue war die Lampenstube angeschlossen. Damit die Bergleute bei der An- und Ausfahrt nur wenig Zeit verloren, wurden beide Räume entsprechend neuesten Erfahrungen konzipiert. Außerdem wurde zwischen dem Kauengebäude und der Schachthalle ein Mannschaftskanal errichtet. Dadurch konnten die Bergleute geschützt vor der Witterung den Schacht erreichen und waren nach der Ausfahrt auch vor einem zu schnellen Temperaturwechsel geschützt. Für Schacht 1 war eine Hauptförderanlage und eine Nebenförderanlage vorhanden. Die Hauptförderanlage hatte eine Trommelfördermaschine, der Seilkorb hatte einen Durchmesser von 8,5 Metern. Die Nebenförderanlage war als Treibscheibenförderung konzipiert. Schacht 2 war mit einer Nebenförderanlage ausgerüstet, die ebenfalls mit einer Treibscheibenförderung ausgestattet war. Noch im selben Jahr wurde die Zeche Sterkrade ein selbstständiges Bergwerk.

### Der Betrieb des Bergwerks

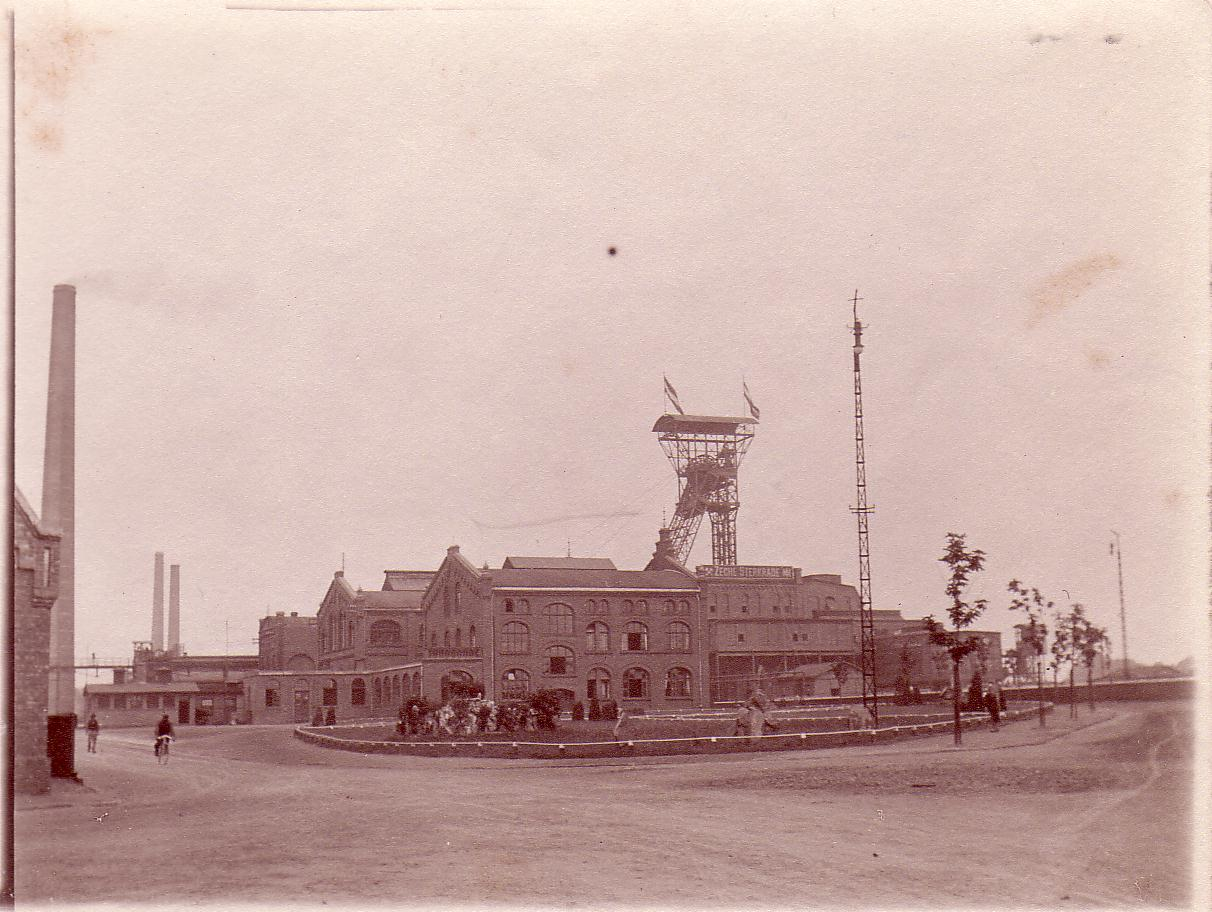
Die Zeche Sterkrade, ca. 1910–1913

Im Jahr 1903 wurde die Zeche Sterkrade in Betrieb genommen. Im selben Jahr wurde das erste Zechenkraftwerk errichtet. Das Kraftwerk bestand aus zwei durch Dampfturbinen angetriebenen Generatoren mit jeweils einer Leistung von 475 Kilowatt. Außerdem wurde ein mit einer Hochdruckturbine ausgerüsteter Generator betrieben, der eine Leistung von 1,5 Megawatt hatte. Für die benötigte Druckluft wurde ein Zwillingskompressor betrieben, der durch eine Kolbendampfmaschine angetrieben wurde. Die Maschinen des Kraftwerks (Generatoren, Kompressoren und Dampfkessel) waren in separaten Gebäuden installiert. Die regelmäßige Förderung wurde im Mai 1903 begonnen. Die Gewinnung der Kohlen erfolgte mit der Keilhaue. Die geförderten Kohlen deckten zunächst nur den Eigenbedarf des Bergwerks. Das Bergwerk betrieb zunächst keine eigene Wasserhaltung. Die Grubenwässer aus dem südlichen Feldesteil wurden unter Tage zum Bergwerk Osterfeld geleitet. Die aus dem restlichen Feld anfallenden Wässer wurden zur Zeche Hugo abgeleitet. An den beiden Zechen wurden die Grubenwässer nach über Tage gepumpt. Im Jahr 1904 wurde der Schacht 1 tiefer geteuft. In diesem Jahr konnten bereits die ersten geförderten Kohlen für den Vertrieb nach außerhalb bereitgestellt werden. Im Jahr 1905 wurde im Schacht 1 bei einer Teufe von 563 Metern (- 522 m NN) die 4. Sohle angesetzt. Im darauffolgenden Jahr wurde der Schacht 2 mit der 2. Sohle durchschlägig. Am Schacht 2 wurden zwei Grubenlüfter installiert, die zusammen pro Minute 12.000 Kubikmeter Abwetter absaugen konnten. Um die Eigenschaften der Sterkrader Kohlen zu prüfen, wurden auf der Kokerei der Zeche Osterfeld Verkokungsversuche mit diesen Kohlen durchgeführt. Die Versuche ergaben, dass die Kohlen der Zeche Sterkrade sich gut zum Verkoken eigneten. Ab 1907 wurde auf der Anlage eine Kokerei mit einer Kohlenwertstoffgewinnungsanlage betrieben. Die Kokerei produzierte somit neben Koks auch Teer und Ammoniak. Die Kokerei bestand aus zwei Koksofenbatterien mit jeweils 60 Unterbrenneröfen. Zusammen lieferten beide Koksbatterien täglich 570 Tonnen Koks. Das anfallende Kokereigas wurde in zwei Dampfkesseln verwertet. Um die Koksöfen entsprechend mit Kohle zu versorgen, wurde von der Kohlenwäsche eine Seilbahn zwischen der Kohlenwäsche und den Koksöfen betrieben. Eine weitere Seilbahn wurde zwischen der Kohlenwäsche und der Bergehalde betrieben, damit konnten dann die bei der Aufbereitung anfallenden Waschberge zur Bergehalde transportiert werden. Weiter wurde im Jahr 1909 mit der benachbarten Zeche Hugo ein untertägiger Durchschlag zur Optimierung der Wetterführung aufgefahren. Außerdem wurde in diesem Jahr ein Turbokompressor in Betrieb genommen, der durch eine Abdampfturbine angetrieben wurde. Die beiden Kolbenkompressoren wurden von diesem Zeitpunkt an als Reservemaschinen vorgehalten.
Um die Streckenförderung zu verbessern, plante die Werksleitung eine Umstellung der Streckenförderung, anstelle der bisherigen Förderung mit Grubenpferden sollten druckluftgetriebene Grubenloks eingesetzt werden. Um dieses Vorhaben zu realisieren, wurde ein Hochdruckkompressor in Betrieb genommen. Im Jahr 1911 wurden auf der 2. Sohle die ersten druckluftbetriebenen Loks eingesetzt. Außerdem wurde in diesem Jahr neben dem Schacht 2 ein 30 Meter tiefer Spülschacht (ein Schacht zum Einbringen des Versatzgutes im Spülversatzverfahren) abgeteuft. Unter Tage wurde in Versuchen ermittelt, wie der Handvollversatz durch den Spülversatz ersetzen werden könnte. Der Spülschacht wurde dabei zur Aufbereitung des für den Spülversatz erforderlichen Sand-Wasser-Gemisches benutzt. Allerdings konnte sich das Spülversatzverfahren, obwohl kostengünstiger als der Handversatz, auf der Zeche Sterkrade nicht durchsetzen, da die mit der Arbeit betrauten Bergleute bei der Arbeit total durchnässt wurden. Auch über Tage wurden noch weitere Erneuerungen durchgeführt. Im Jahr 1912 wurde am Schacht 2 ein Stahlstrebengerüst montiert. Auch die Schachthalle wurde aus einem Stahlfachwerk montiert. Im Jahr 1915 wurde begonnen, das alte Zechenkraftwerk durch ein neues Kraftwerk zu ersetzen. Bei diesem Kraftwerk befanden sich die Dampfkessel, die Kompressoren und die Generatoren in einem gemeinsamen Gebäude. Die alten Flammrohrkessel wurden durch acht modernere Wanderrostkessel ersetzt. Die beiden kleinen 475 Kilowatt Generatoren wurden durch einen Turbogenerator mit einer Leistung von 6000 Kilowatt ersetzt. Im Jahr 1921 wurde am Schacht 2 eine Hauptfördereinrichtung in Betrieb genommen. Bis zum Jahr 1922 wurde die Zeche Sterkrade an das GHH Stromringnetz angeschlossen. Im Jahr 1925 wurde auf dem Bergwerk eine Teerdestillation installiert. Hier wurde der auf den Kokereien Jacobi, Sterkrade, Osterfeld und Vondern anfallende Rohteer zu Benzol, Teeröl, Naphthalin und Pech verarbeitet. In den Abbaubetrieben wurde die Gewinnung der Kohlen umgestellt von der Gewinnung mittels Keilhaue auf Gewinnung mittels Abbauhammer. In den Streben wurden die hereingewonnenen Kohlen über Schüttelrutschen gefördert, in den Abbaustrecken erfolgte die Förderung der Kohlen zur Fördersohle über Gummigurtförderer. Der Strebausbau wurde allmählich umgestellt von Holzausbau auf Stahlausbau.

### Die letzten Jahre bis zur Stilllegung
In den Jahren 1930 und 1931 kam es zu erheblichen Umsatzeinbrüchen bei Kohle und Koks. Während der Weltwirtschaftskrise führte die Gutehoffnungshütte umfangreiche Rationalisierungsmaßnahmen für ihre Förderanlagen im Oberhausener Gebiet durch. Am 1. April des Jahres 1931 wurde das Grubenfeld der stillgelegten Zeche Hugo Haniel übernommen. Der bis zur 4. Sohle reichende Schacht Hugo wurde als Wetterschacht genutzt. Am 10. Juni desselben Jahres wurde die Kokerei der Zeche Sterkrade stillgelegt. Die mittlerweile in ihrer Leistung ausgebaute Kokerei der Zeche Osterfeld übernahm ab diesem Zeitpunkt die Aufgaben der Kokerei Sterkrade. Durch einen weiteren Beschluss des GHH Vorstandes wurde die Zeche Sterkrade zum 1. Februar 1933 als Förderanlage stillgelegt und als Außenschachtanlage der Zeche Osterfeld zugeordnet. Der Abbau im Baufeld der Zeche Sterkrade erfolgte jetzt durch die Zeche Osterfeld. Die Sterkrader Schächte wurden fortan für die Seilfahrt und die Bewetterung genutzt. In der Mitte der 1930er Jahre wurden die Pumpen der Wasserhaltung von der Zeche Hugo zur Zeche Sterkrade umgesetzt. Die Teerdestillation wurde im Jahr 1938 auf die doppelte Kapazität ausgebaut. 1971 wurden die Sterkrader Schächte in Osterfeld 5 (Sterkrade 1) und Osterfeld 6 (Sterkrade 2) umbenannt. 1995 wurden die Schächte aufgegeben und verfüllt. Von den gesamten Tagesanlagen der Zeche Sterkrade wurden die beiden Strebengerüste, die Maschinenhäuser und das Kauengebäude als erhaltungswürdig im Sinne der Denkmalpflege angesehen. Später erfolgte der Abbruch der Anlage mit Ausnahme des Schachtgerüst von Schacht 1 und der Schachthalle.

### Weiternutzung nach der Stilllegung
Bereits in den 1920er Jahren wurden infolge der erhöhten Mechanisierung immer mehr Facharbeiter benötigt. Da die GHH die benötigten Facharbeiter nicht mehr auf dem freien Arbeitsmarkt anwerben konnte, entschloss man sich, die benötigten Facharbeiter selber auszubilden. Nach der Stilllegung der Zeche Sterkrade, wurden auf Beschluss des Vorstandes auf dem ehemaligen Kokereigelände des Bergwerks eine Ausbildungswerkstatt, Schulungsräume, Büros und ein großer Speisesaal gebaut. Hier wurden die Bergleute, die auf den noch aktiven Bergwerke der GHH (Osterfeld und Jacobi) benötigt wurden, ausgebildet. Ab dem Jahr 1961 wurden auch Starkstromelektriker in den Ausbildungswerkstätten ausgebildet. Nachdem die Bergwerke Lohberg und Osterfeld im Jahr 1989 vereinigt wurden, wurde das Ausbildungszentrum Sterkrade nach und nach zum Bergwerk Lohberg verlegt. Am 30. Juni des Jahres 1992 wurde das Ausbildungszentrum Sterkrade geschlossen. Die noch in der Ausbildung befindlichen 19 Auszubildenden beendeten ihre Ausbildung auf dem Standort der Zeche Lohberg.

## Förderung und Belegschaft
Die ersten Belegschaftszahlen des Bergwerks stammen aus dem Jahr 1897, in diesem Jahr waren 38 Bergleute auf dem Bergwerk beschäftigt. Im Jahr 1900 waren 45 Bergleute auf dem Bergwerk angelegt. Die ersten Förderzahlen stammen aus dem Jahr 1904, in diesem Jahr wurden rund 70.000 Tonnen Steinkohle gefördert. Die Beschäftigtenzahl lag in diesem Jahr bei 475 Mitarbeitern. Im Jahr 1905 wurden von 797 Bergleuten 223.348 Tonnen Steinkohle gefördert. Im Jahr 1910 waren auf dem Bergwerk 1724 Beschäftigte, die Förderung betrug 491.260 Tonnen Steinkohle. Im Jahr 1913 wurde zum ersten Mal die 500.000 Tonnen Marke überschritten. In diesem Jahr wurden rund 587.000 Tonnen Steinkohle gefördert, die Belegschaftszahl lag bei 1835 Beschäftigten. Im Jahr 1914 wurden 500.000 Tonnen Steinkohle gefördert, die Beschäftigtenzahl lag bei 1920 Mitarbeitern. Im Jahr 1915 sank die Förderung wieder unter die Marke von 0,5 Millionen Tonnen. In diesem Jahr wurden 450.603 Tonnen Steinkohle gefördert, die Belegschaftszahl lag bei 2047 Beschäftigten. Im Jahr 1920 waren 2268 Mitarbeiter auf der Zeche Sterkrade beschäftigt, die Förderung betrug 419.029 Tonnen Steinkohle. Die höchste Beschäftigtenzahl wurde im Jahr 1922 erreicht, in diesem Jahr waren 2815 Bergleute auf dem Bergwerk beschäftigt. Im Jahr 1925 wurden 530.876 Tonnen Steinkohle gefördert, die Beschäftigtenzahl lag bei 2414 Mitarbeitern. Im Jahr 1929 wurde mit 663.143 Tonnen die maximale Förderung des Bergwerks erbracht. Die Belegschaftsstärke lag bei 2324 Beschäftigten. Im Jahr 1930 waren noch 1808 Beschäftigte auf dem Bergwerk, die Förderung betrug 488.564 Tonnen Steinkohle. Die letzten bekannten Förder- und Belegschaftszahlen des Bergwerks stammen aus dem Jahr 1932, es wurden mit 1201 Bergleuten 424.732 Tonnen Steinkohle gefördert.

## Heutiger Zustand
Heute ist von der Zeche Sterkrade das Fördergerüst über Schacht 1 erhalten. Es ist neben dem Schachtgerüst Carolinenglück 3 in Bochum das letzte erhaltene Gerüst der Bauart Zschetzsche. Das Fördergerüst gilt als Industriedenkmal und ist im Besitz der Stiftung Industriedenkmalpflege und Geschichtskultur.

## Galerie

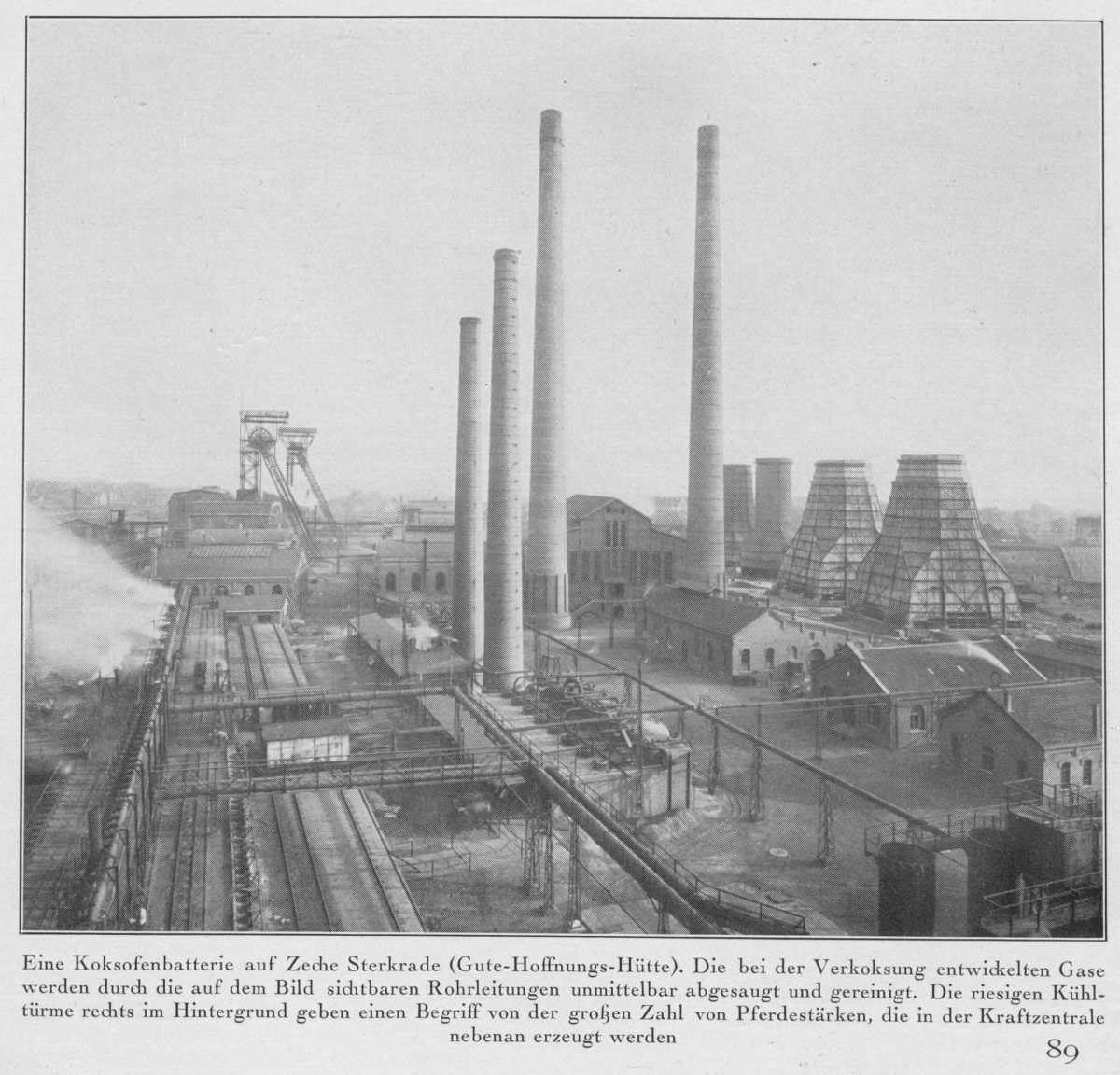
Die Zechenanlagen um 1920
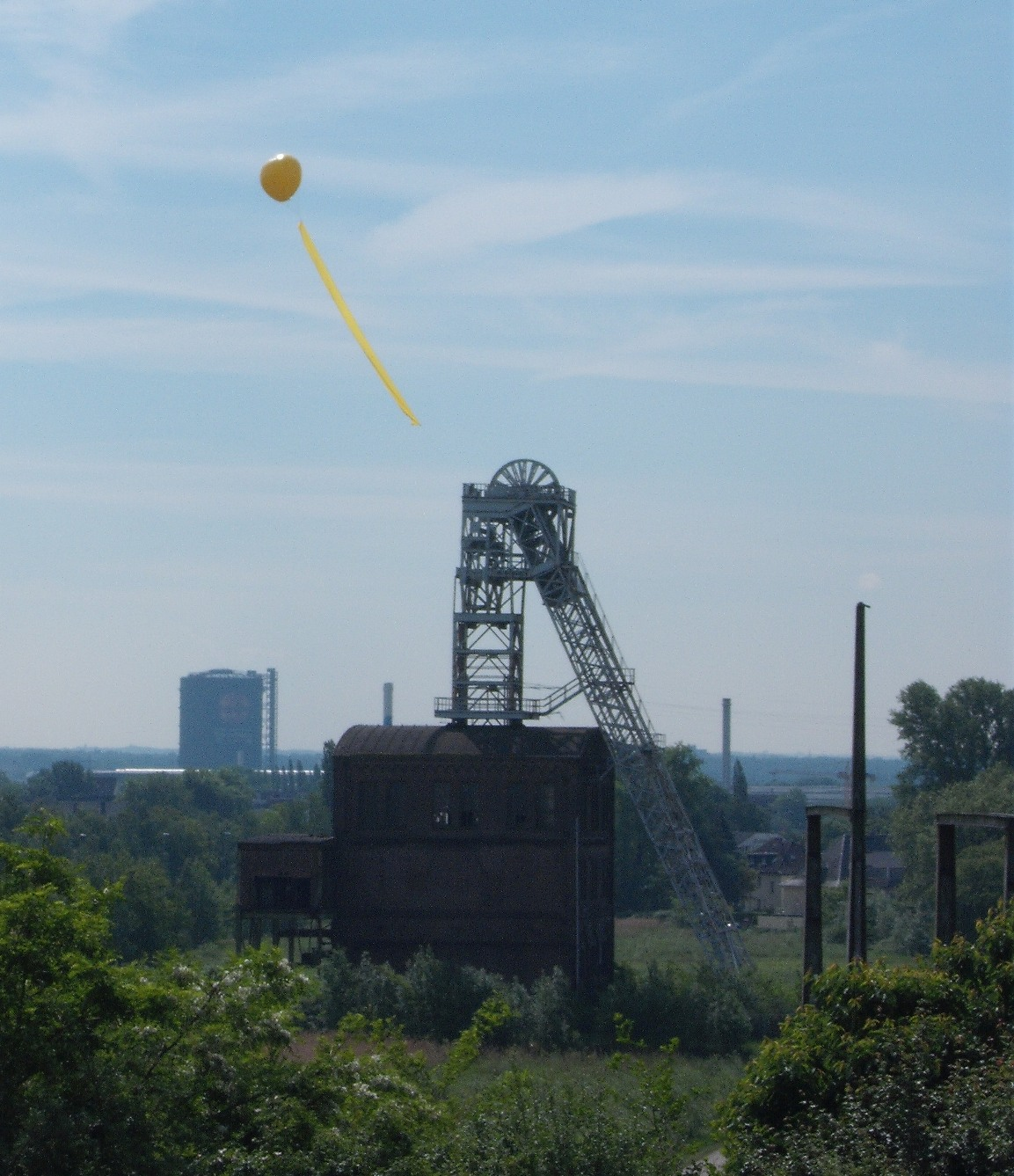
SchachtZeichen über der Zeche Sterkrade Mai 2010
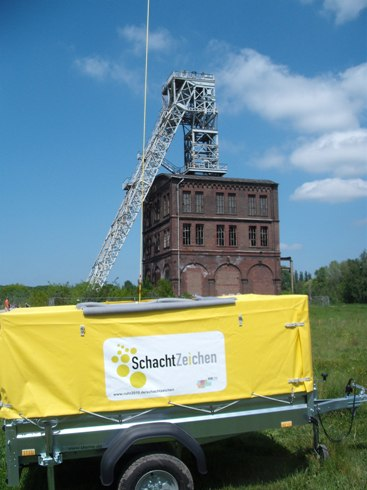
Schachtzeichen am Förderturm Mai 2010
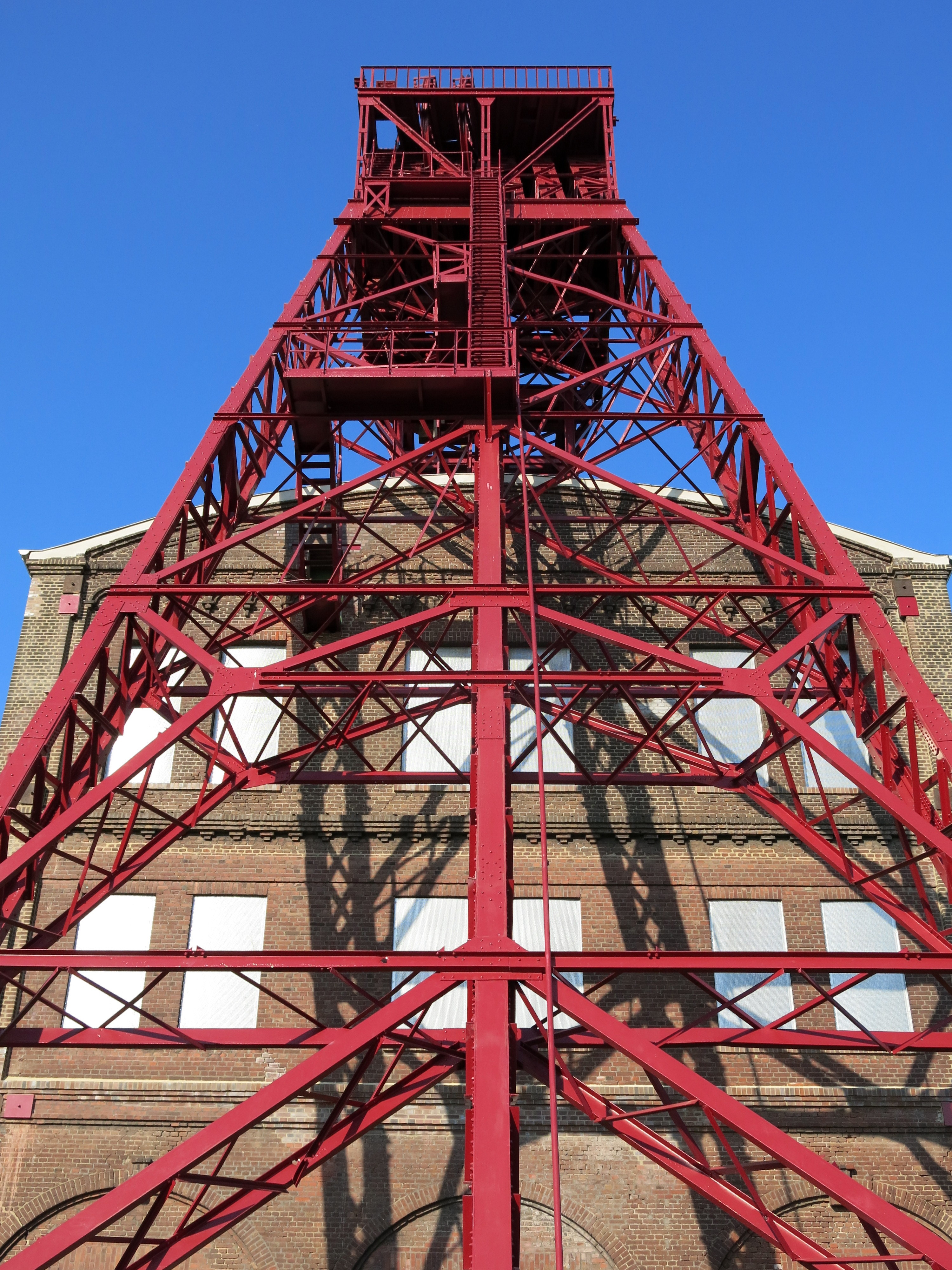
Strebengerüst des Förderturms nach Neuanstrich im Juli 2013
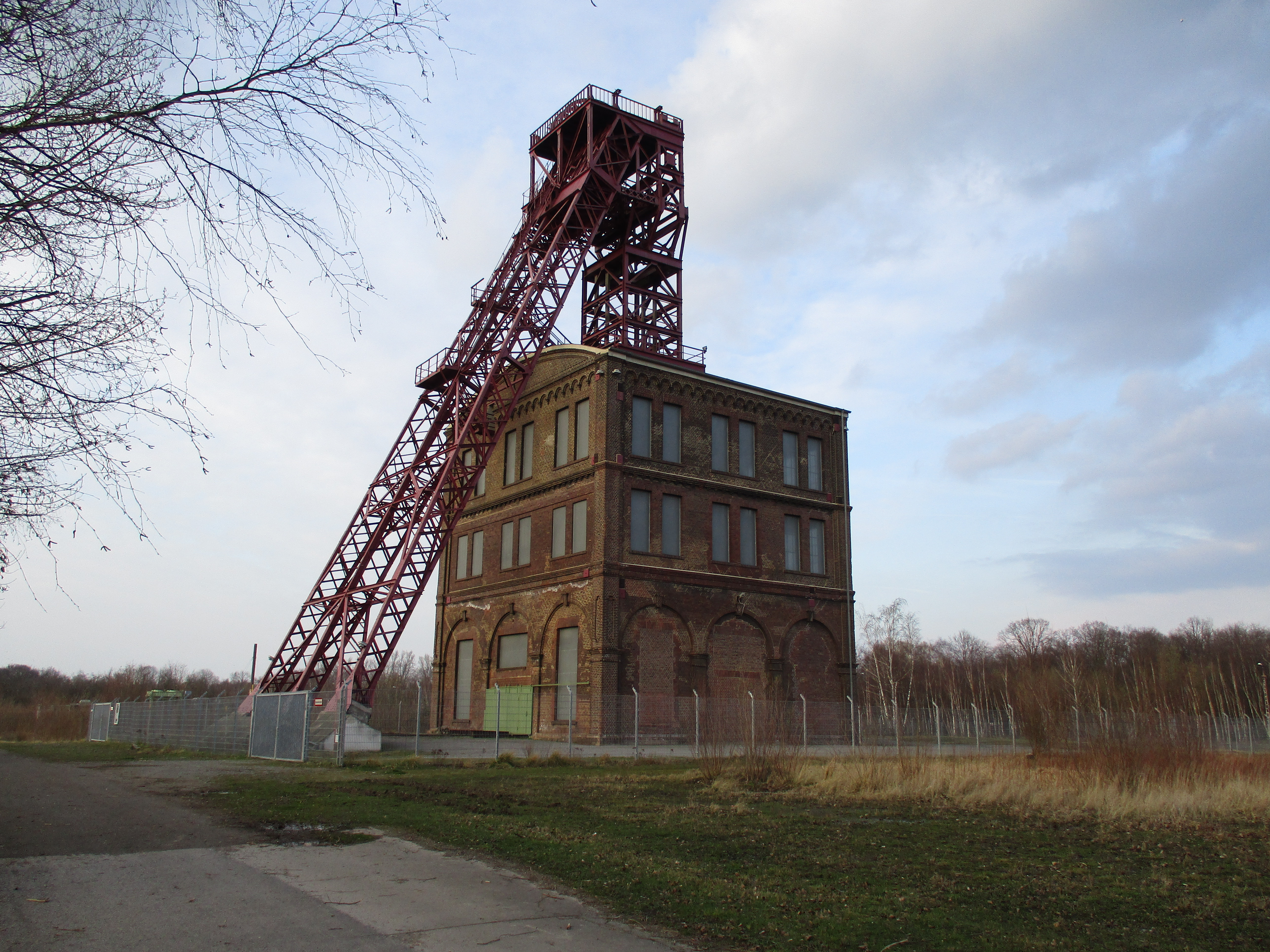
Industriedenkmal Zeche Sterkrade im März 2020
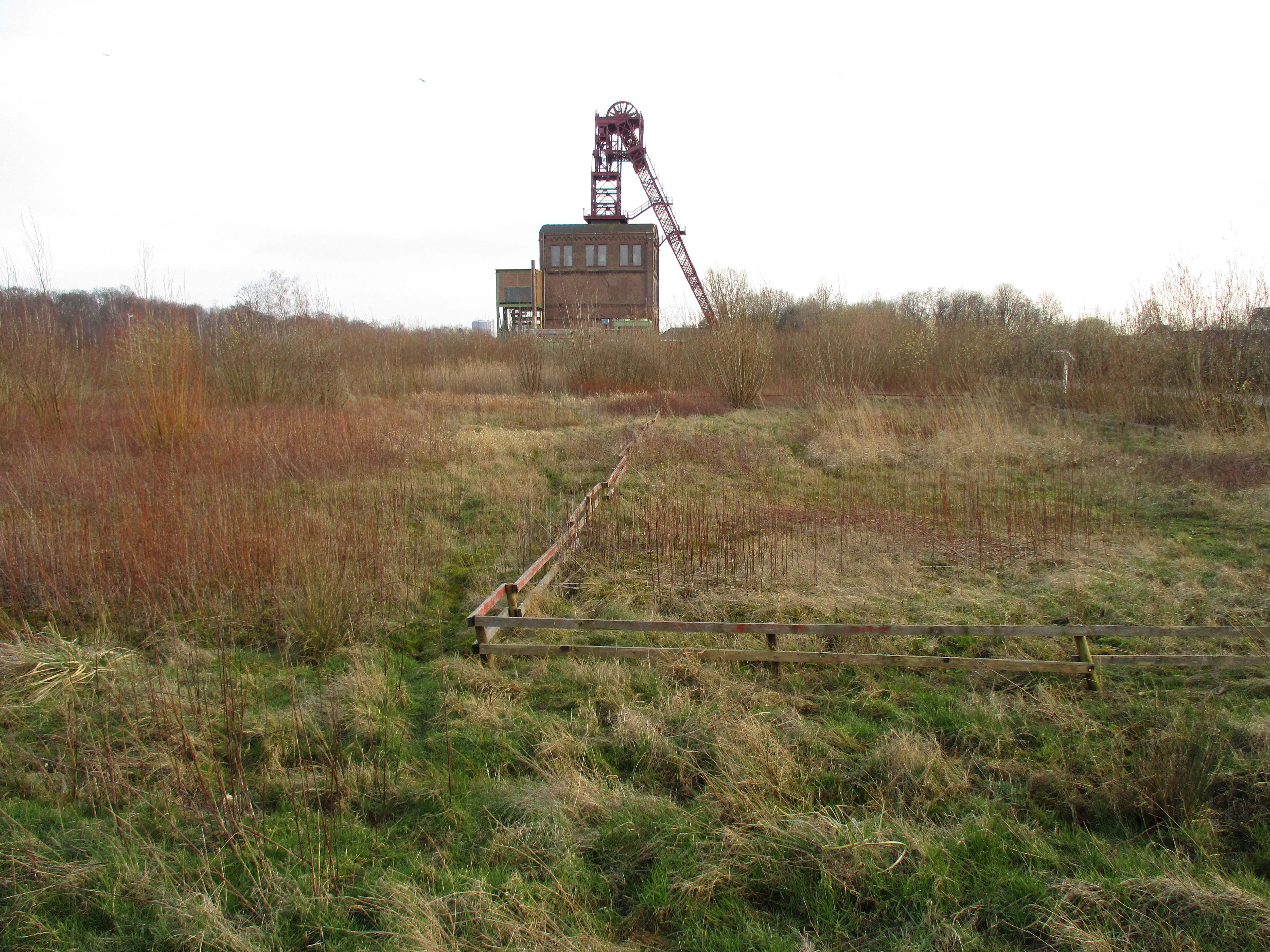
Denkmal ehemaliges Zwangsarbeiterlager an der Zeche Sterkrade